# Iwan Andrejewitsch Anissimow
Iwan Andrejewitsch Anissimow (russisch Иван Андреевич Анисимов, wiss. Transliteration Ivan Andreevič Anisimov; * 9. November 1987 in Tschaikowski, damals Russische SFSR, Sowjetunion) ist ein russischer Skilangläufer.

## Werdegang
Anissimow erzielte im Februar 2009 mit Rang fünf im Sprint von Rybinsk sein erstes Top-5-Resultat im Eastern Europe Cup, im November 2009 erreichte er mit dem dritten Platz beim Sprint in Werschina Tjoi seine erste Podiumsplatzierung. Im Februar 2012 gab Anissimow beim Sprint in Moskau sein Debüt im Skilanglauf-Weltcup, bei dem er Rang 57 belegte; seinen nächsten Weltcupeinsatz am 1. Februar 2013 im Sprint von Sotschi beendete er auf Platz 35 und wurde eine Woche später Dritter beim Eastern-Europe-Cup-Sprint in Moskau. Beim Eastern Europe Cup in Syktywkar im März 2013 belegte Anissimow Rang zwei im Sprint. Weitere Podiumsplatzierungen bei Sprints im Eastern Europe Cup gelangen ihm in Syktywkar im Februar 2014 mit Platz zwei, als Dritter in Werschina Tjoi im November 2014 sowie mit Rang drei im Februar 2015 in Rybinsk. In Rybinsk erreichte Anissimow mit Platz zwölf im Januar 2015 auch die Weltcuppunkteränge. Im Sommer 2019 siegte er beim Rollerski-Weltcup in Chanty-Mansijsk über 20 km Freistil. Zudem kam er jeweils einmal auf den zweiten und dritten Platz und erreichte den fünften Platz in der Gesamtwertung.

## Siege bei Rollerski-Weltcuprennen
| Nr. | Datum           | Ort             | Disziplin                  |
| --- | --------------- | --------------- | -------------------------- |
| 1.  | 25. August 2019 | Chanty-Mansijsk | 20 km Freistil Massenstart |